# امیل اس
امیل اس (انگلیسی: Émile Ess; ۹ january ۱۹۳۲ – ۳۰ نوامبر ۱۹۹۰ (۵۸ ساله)) ورزشکار روئینگ اهل سوئیس بود.
وی در مسابقات کشوری و بین‌المللی در مجموع برندهٔ ۱ مدال طلا، ۱ مدال نقره، ۲ مدال برنز شده‌است.